# NME5
NME5 (англ. NME/NM23 family member 5) – білок, який кодується однойменним геном, розташованим у людей на 5-й хромосомі. Довжина поліпептидного ланцюга білка становить 212 амінокислот, а молекулярна маса — 24 236.
| 10         |  | 20         |  | 30         |  | 40         |  | 50         |
| ---------- |  | ---------- |  | ---------- |  | ---------- |  | ---------- |
| MEISMPPPQI |  | YVEKTLAIIK |  | PDIVDKEEEI |  | QDIILRSGFT |  | IVQRRKLRLS |
| PEQCSNFYVE |  | KYGKMFFPNL |  | TAYMSSGPLV |  | AMILARHKAI |  | SYWLELLGPN |
| NSLVAKETHP |  | DSLRAIYGTD |  | DLRNALHGSN |  | DFAAAEREIR |  | FMFPEVIVEP |
| IPIGQAAKDY |  | LNLHIMPTLL |  | EGLTELCKQK |  | PADPLIWLAD |  | WLLKNNPNKP |
| KLCHHPIVEE |  | PY         |  |            |  |            |  |            |

A: Аланін

C: Цистеїн

D: Аспарагінова кислота

E: Глутамінова кислота

F: Фенілаланін

G: Гліцин

H: Гістидин

I: Ізолейцин

K: Лізин

L: Лейцин

M: Метіонін

N: Аспарагін

P: Пролін

Q: Глутамін

R: Аргінін

S: Серин

T: Треонін

V: Валін

W: Триптофан

Кодований геном білок за функцією належить до білків розвитку. 
Задіяний у таких біологічних процесах, як диференціація клітин, сперматогенез. 